# Karl M. Baer
Karl M. Baer (20 de mayo de 1885 – 26 de junio de 1956) fue un autor, trabajador social, reformador, sufragista y sionista germano-israelí.
Nació intersexual y se le asignó el sexo femenino al nacer. En 1904, a los 19 años, se declaró transgénero. En diciembre de 1906, se convirtió en la primera persona transgénero en someterse a una cirugía de reasignación de sexo, y se convirtió en una de las primeras personas transgénero en obtener el reconocimiento legal completo de su identidad de género al tener un certificado de nacimiento masculino emitido en enero de 1907. Sin embargo, algunos investigadores han cuestionado su etiqueta de hombre trans, teorizando que era intersexual y no transgénero.
Baer escribió notas para el sexólogo Magnus Hirschfeld sobre sus experiencias al crecer como mujer mientras sentía por dentro que era hombre. Juntos desarrollaron estas notas en la obra semificcional y semiautobiográfica Aus eines Mannes Mädchenjahren (Memorias de los años de soltera de un hombre) (1907), que se publicó bajo el seudónimo de N.O. Body. El libro "fue inmensamente popular" y fue "adaptado dos veces al cine, en 1912 y 1919". Baer también obtuvo el derecho a casarse y lo hizo en octubre de 1907.
A pesar de haberse sometido a una cirugía de reafirmación de género en 1906, se desconocen los registros exactos de los procedimientos médicos a los que se sometió, ya que sus registros médicos fueron quemados en la quema de libros nazi de la década de 1930, que tuvo como objetivo específico los estudios de Hirschfield.

## Vida

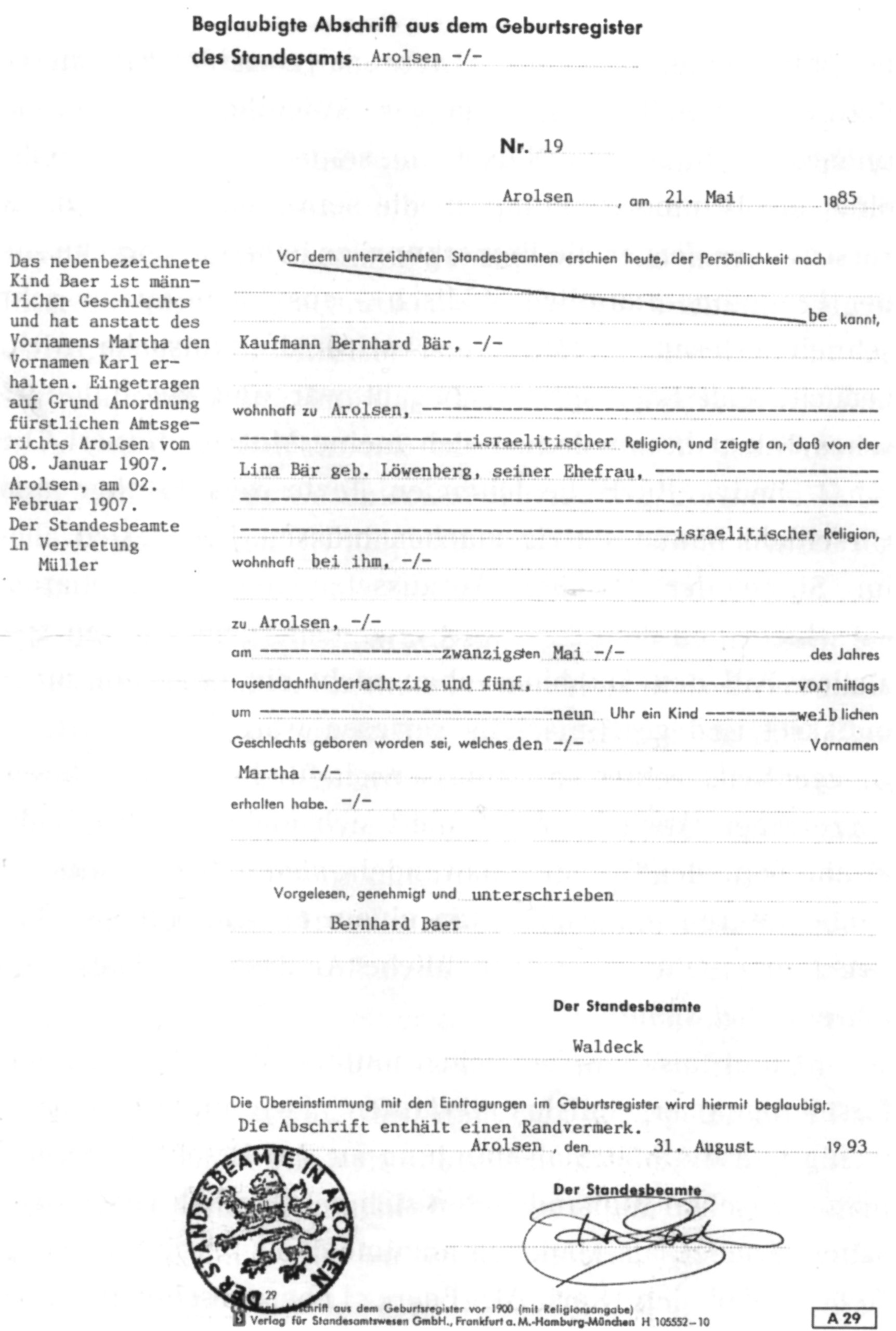
Beglaubigte Abschrift von Baers Geburtseintrag beim Standesamt Arolsen / 1969 Copia oficial "copia certificada" de su inscripción corregida en el Registro de Nacimientos Alemán Arolsen (Hesse)

Baer nació el 20 de mayo de 1885. Era intersexual, pues había nacido con hipospadias, un tipo de pseudohermafroditismo. Sus "genitales de forma inusual" hicieron que la familia de Baer lo criara como una niña, aunque él era "hormonalmente y, de acuerdo con el conocimiento actual, genéticamente masculino" y se identificaba con el género masculino.

### Vida personal y activismo
Baer estudió economía política, sociología y pedagogía en Berlín y Hamburgo, y se convirtió en trabajador social (Volkspflegerin) y sufragista confirmada. En mayo de 1904 fue enviado a Galicia bajo los auspicios del capítulo de Hamburgo de la B'nai B'rith, para hacer campaña contra el tráfico de mujeres de países pobres y por los derechos de todas las mujeres a la educación. Aquí, en Lemberg (hoy Lviv), Karl conoció a Beile Halpern, igualmente activa, con quien más tarde se casaría.
El trabajo de Baer incluyó el activismo entre las mujeres locales. Las animó a hacer campaña a favor de la creación de jardines de infancia y escuelas que permitieran a las mujeres tener empleos fuera del hogar y reducir las dificultades económicas que llevaban a algunas a traficar con sus hijas o a enviarlas a trabajar. Baer trabajó para obligar a las autoridades a lo largo de las rutas establecidas de tráfico de personas a verificar los documentos de identidad y combatir el movimiento ilegal. También promovió el movimiento de educación de las mujeres y se hizo conocido como reformista en toda Europa del Este y Alemania.   
Baer había sido enviado inicialmente a Galicia por dos años; regresó a Alemania después de sólo uno, habiendo atraído censuras por su lenguaje corporal masculino, su estilo argumentativo y su enérgica defensa de la causa. Según las notas del sexólogo Magnus Hirschfeld, del Instituto de Investigación Sexual, Baer adoptó su identidad masculina y comenzó a vivir como hombre. Se le diagnosticó como "pseudohermafrodita masculino" y se sometió a una cirugía de afirmación de género rudimentaria en varias etapas en octubre de 1906. Después de la convalecencia fue dado de alta del hospital en diciembre de 1906, con un certificado médico de su nuevo género. Su nueva identidad fue confirmada por el tribunal de Arolsen (su ciudad natal) el 8 de enero de 1907, actuando como perito médico el médico berlinés Georg Merzbach.
Karl Baer conservó la inicial del segundo nombre "M", aparentemente derivada de su nombre de nacimiento, para vincularlo con sus publicaciones anteriores bajo el nombre "M Baer". Más tarde dijo que la letra significaba "Max"; en su lápida el segundo nombre aparece como "Meir". En octubre de 1907 se casó con Beile Halpern; ella murió en marzo de 1909 y él se volvió a casar, con Elza Max (1887-1947). De 1908 a 1911, Baer trabajó como agente de seguros y el 1 de enero de 1911 asumió el cargo de cónsul para la vida judía en Berlín. En diciembre de 1920 se convirtió en director de la sección de Berlín de la logia B'nai B'rith, cargo que ocupó hasta el cierre forzoso de la Sección por parte de la Gestapo el 19 de abril de 1937. Para entonces, Baer era una figura importante en la sociedad judía y su influencia en la vida cultural lo llevó a entrar en conflicto con la administración nazi. Se le permitió emigrar con su esposa en junio de 1938 a Palestina, más tarde Israel, donde trabajó entre 1942 y 1950 como agente de seguros.
En 1950 se quedó ciego y tuvo que dejar su trabajo. Vivía en pareja con su esposa y su secretaria, Gitla Fish, quien se mudó a vivir con él y su esposa. Está enterrado en el cementerio Kiryat-Shaul de Tel Aviv con el nombre de Karl Meir Baer.

## Libro y película
Como parte de su análisis y terapia, Baer escribió notas para Hirschfeld sobre sus experiencias mientras crecía como niña mientras sentía por dentro que era un hombre. Él y Hirschfeld trabajaron juntos con estas notas para crear el libro semificcional y semiautobiográfico Aus eines Mannes Mädchenjahren, "Memorias de los años de soltera de un hombre", publicado en 1907 bajo el seudónimo de N.O. Body. También se cambiaron los detalles de los antecedentes de Baer para evitar que los lectores lo identificaran a partir del texto. Hirschfeld, un ferviente defensor de la noción de un "tercer sexo", al que podría atribuirse cualquier persona que se sintiera incómoda con las normas de género o la dicotomía sexual, esperaba que el libro explicara el dilema que sufrían muchos niños intersexuales cuando se les obligaba a vivir en un sistema de dos géneros. El libro pasó por varias reimpresiones y traducciones, lo que le permitió a Baer obtener ingresos continuos en etapas posteriores de su vida. Las ediciones posteriores, especialmente aquellas publicadas después de la Primera Guerra Mundial, fueron reescritas a la luz de los cambios en la aceptación social y para cumplir nuevos objetivos sociales y políticos.
En 1919, Karl Grune adaptó el libro de Baer en una autobiografía ficticia y en el guion de una película muda protagonizada por la actriz alemana Erika Glässner (1890-1959) como "Nobody". Al parecer, ninguna copia de la película sobrevivió al período nazi y a la Segunda Guerra Mundial. 
El historiador y escritor Hermann Simon, cuyas tías y madre eran amigas de Baer y su esposa, escribió un pequeño libro, Wer ist Nobody? ("¿Quién es Nadie?") para su inclusión en una edición impresa de 1993 de Aus eines Mannes Mädchenjahren.
En 2005 se publicó una traducción al inglés de Deborah Simon, basada en una reimpresión alemana de posguerra, bajo el nombre de Memoirs of a Man's Maiden Years.